# فيليبي ليما
فيليبي ليما (بالبرتغالية: Felipe Lima) هو سباح برازيلي، ولد في 5 أبريل 1985 في كويابا في البرازيل.

## وصلات خارجية
- فيليبي ليما على موقع الاتحاد الدولي للسباحة (الإنجليزية)
- فيليبي ليما على موقع SwimRankings.net (الإنجليزية)
- فيليبي ليما على موقع اللجنة الأولمبية الدولية (الإنجليزية)
- فيليبي ليما على موقع أوليمبيديا (الإنجليزية)